# Basketball-Europameisterschaft 1995/Qualifikation
Diese Seite beschreibt die Qualifikation zur Basketball-Europameisterschaft 1995 der Männer. An der Qualifikation um die 12 freien Plätze nahmen insgesamt 34 Nationalmannschaften teil.

## Modus
Insgesamt nahmen 14 Mannschaften an der EuroBasket 1995 teil, die sich auf unterschiedliche Weise für das Turnier qualifizierten:
- Deutschland, war als Titelverteidiger automatisch qualifiziert.

- Griechenland war als Gastgeber automatisch gesetzt.

- 10 Teilnehmer wurden über zwei Qualifikationsrunden ermittelt.

- 2 weitere Teilnehmer wurden in einer zusätzlichen Qualifikationsrunde ermittelt. Diese wurde nach der Aufhebung des Ausschlusses von Jugoslawien angesetzt.

## Erste Qualifikationsrunde (Qualifying Round)
In der Ersten Qualifikationsrunde wurde in 3 Gruppen (A bis C) gespielt. An dieser nahmen die Nationalmannschaften der schwächeren Nationen teil. Der Gruppenerste und der Gruppenzweite dieser Gruppen qualifizierten sich für die nächste Qualifikationsrunde.

### Gruppe A
| Platz | Team        | Spiele | Siege | Niederl. | Punkte  | Körbe | Diff |
| ----- | ----------- | ------ | ----- | -------- | ------- | ----- | ---- |
| 1     | Ukraine     | 5      | 5     | 0        | 472:346 | +126  | 10   |
| 2     | Litauen     | 5      | 4     | 1        | 507:428 | +079  | 9    |
| 3     | Niederlande | 5      | 3     | 2        | 444:404 | +040  | 8    |
| 4     | Island      | 5      | 2     | 3        | 424:443 | −019  | 7    |
| 5     | Österreich  | 5      | 1     | 4        | 401:472 | −071  | 6    |
| 6     | Schottland  | 5      | 0     | 5        | 348:503 | −155  | 5    |

### Gruppe B
| Platz | Team      | Spiele | Siege | Niederl. | Punkte  | Körbe | Diff |
| ----- | --------- | ------ | ----- | -------- | ------- | ----- | ---- |
| 1     | Ungarn    | 6      | 5     | 1        | 524:399 | +125  | 11   |
| 2     | Finnland  | 6      | 5     | 1        | 529:479 | +050  | 11   |
| 3     | Rumänien  | 6      | 4     | 2        | 537:481 | +056  | 10   |
| 4     | England   | 6      | 4     | 2        | 489:436 | +053  | 10   |
| 5     | Belarus   | 6      | 2     | 4        | 504:515 | −011  | 8    |
| 6     | Albanien  | 6      | 1     | 5        | 463:578 | −115  | 7    |
| 7     | Luxemburg | 6      | 0     | 6        | 446:604 | −158  | 6    |

### Gruppe C
| Platz | Team       | Spiele | Siege | Niederl. | Punkte  | Körbe | Diff |
| ----- | ---------- | ------ | ----- | -------- | ------- | ----- | ---- |
| 1     | Slowakei   | 5      | 5     | 0        | 429:339 | +090  | 10   |
| 2     | Tschechien | 5      | 4     | 1        | 465:360 | +105  | 9    |
| 3     | Polen      | 5      | 3     | 2        | 447:336 | +111  | 8    |
| 4     | Portugal   | 5      | 2     | 3        | 421:427 | −06   | 7    |
| 5     | Schweiz    | 5      | 1     | 4        | 331:437 | −106  | 6    |
| 6     | Zypern     | 5      | 0     | 5        | 337:531 | −194  | 5    |

## Zweite Qualifikationsrunde (Semi Final Round)
In der Zweiten Qualifikationsrunde wurde in 5 Gruppen (A bis E) gespielt. An dieser nahmen 14 Mannschaften teil, die direkt für diese Runde gesetzt waren, sowie 6 Mannschaften die in der ersten Qualifikationsrunde erfolgreich waren. Bei den 14 Mannschaften handelt es sich um die Teilnehmer der EM-Endrunde 1993 abzüglich der beiden schon direkt qualifizierten Teams aus Griechenland und Deutschland. Der Gruppenerste und der Gruppenzweite dieser Gruppen qualifizierten sich für die Endrunde. Die Gruppendritten erhielten später die Möglichkeit, sich über eine zusätzliche Qualifikationsrunde noch für die Endrunde zu qualifizieren.

### Gruppe A
| Platz | Team     | Spiele | Siege | Niederl. | Punkte  | Körbe | Diff |
| ----- | -------- | ------ | ----- | -------- | ------- | ----- | ---- |
| 1     | Kroatien | 6      | 5     | 1        | 518:431 | +87   | 11   |
| 2     | Schweden | 6      | 3     | 3        | 455:448 | +07   | 9    |
| 3     | Belgien  | 6      | 2     | 4        | 421:471 | −50   | 8    |
| 4     | Slowakei | 6      | 2     | 4        | 447:491 | −44   | 8    |

### Gruppe B
| Platz | Team      | Spiele | Siege | Niederl. | Punkte  | Körbe | Diff |
| ----- | --------- | ------ | ----- | -------- | ------- | ----- | ---- |
| 1     | Slowenien | 6      | 5     | 1        | 563:463 | +100  | 11   |
| 2     | Litauen   | 6      | 5     | 1        | 535:465 | +070  | 11   |
| 3     | Estland   | 6      | 2     | 4        | 479:539 | −060  | 8    |
| 4     | Lettland  | 6      | 0     | 6        | 493:603 | −110  | 6    |

### Gruppe C
| Platz | Team                    | Spiele | Siege | Niederl. | Punkte  | Körbe | Diff |
| ----- | ----------------------- | ------ | ----- | -------- | ------- | ----- | ---- |
| 1     | Russland                | 6      | 5     | 1        | 517:422 | +95   | 11   |
| 2     | Finnland                | 6      | 4     | 2        | 551:588 | −37   | 10   |
| 3     | Bosnien und Herzegowina | 6      | 3     | 3        | 499:500 | −01   | 9    |
| 4     | Ukraine                 | 6      | 0     | 6        | 417:474 | −57   | 6    |

### Gruppe D
| Platz | Team       | Spiele | Siege | Niederl. | Punkte  | Körbe | Diff |
| ----- | ---------- | ------ | ----- | -------- | ------- | ----- | ---- |
| 1     | Spanien    | 6      | 5     | 1        | 507:447 | +60   | 11   |
| 2     | Israel     | 6      | 5     | 1        | 528:483 | +45   | 11   |
| 3     | Türkei     | 6      | 1     | 5        | 474:500 | −26   | 7    |
| 4     | Tschechien | 6      | 1     | 5        | 486:565 | −79   | 7    |

### Gruppe E
| Platz | Team       | Spiele | Siege | Niederl. | Punkte  | Körbe | Diff |
| ----- | ---------- | ------ | ----- | -------- | ------- | ----- | ---- |
| 1     | Frankreich | 6      | 5     | 1        | 472:408 | +64   | 11   |
| 2     | Italien    | 6      | 4     | 2        | 484:418 | +66   | 10   |
| 3     | Bulgarien  | 6      | 3     | 3        | 424:469 | −45   | 9    |
| 4     | Ungarn     | 6      | 0     | 6        | 405:490 | −85   | 6    |

## Zusätzliche Qualifikationsrunde (Additional Qualifying Round)
2 weitere Teilnehmer wurden in einer zusätzlichen Qualifikationsrunde ermittelt. Diese wurde nach der Aufhebung des Ausschlusses von Jugoslawien angesetzt. An dieser nahmen neben der Mannschaft aus Jugoslawien die Gruppendritten der zweiten Qualifikationsrunde teil. Belgien nahm nicht teil.

### Gruppe X
| Platz | Team                    | Spiele | Siege | Niederl. | Punkte  | Körbe | Diff |
| ----- | ----------------------- | ------ | ----- | -------- | ------- | ----- | ---- |
| 1     | BR Jugoslawien          | 4      | 4     | 0        | 286:216 | +70   | 8    |
| 2     | Türkei                  | 4      | 3     | 1        | 316:309 | +07   | 7    |
| 3     | Bulgarien               | 4      | 1     | 3        | 334:333 | +01   | 5    |
| 4     | Estland                 | 4      | 1     | 3        | 310:368 | −58   | 5    |
| 5     | Bosnien und Herzegowina | 4      | 1     | 3        | 223:243 | −20   | 5    |